# 原村 (広島県佐伯郡)
原村（はらむら）は、広島県佐伯郡にあった村。現在の廿日市市の一部にあたる。

## 地理
- 河川：長野川、川末川[1]
- 山岳：極楽寺山[1]

## 歴史
- 1889年（明治22年）4月1日、町村制の施行により、佐伯郡原村が単独で村制施行し、原村が発足[1][2]。
- 1921年（大正10年）電灯点灯[1]。
- 1947年（昭和22年）国立原療養所開設[1]。
- 1956年（昭和31年）9月30日、佐伯郡廿日市町、平良村、宮内村、地御前村と合併し、廿日市町が存続して廃止された[1][2]。

### 地名の由来
高く平の地形を意味した古語「ハラ」による。

## 産業
- 農業、養蚕、木材、製炭[1]。

## 名所・旧跡
- 極楽寺